# Land van Heusden

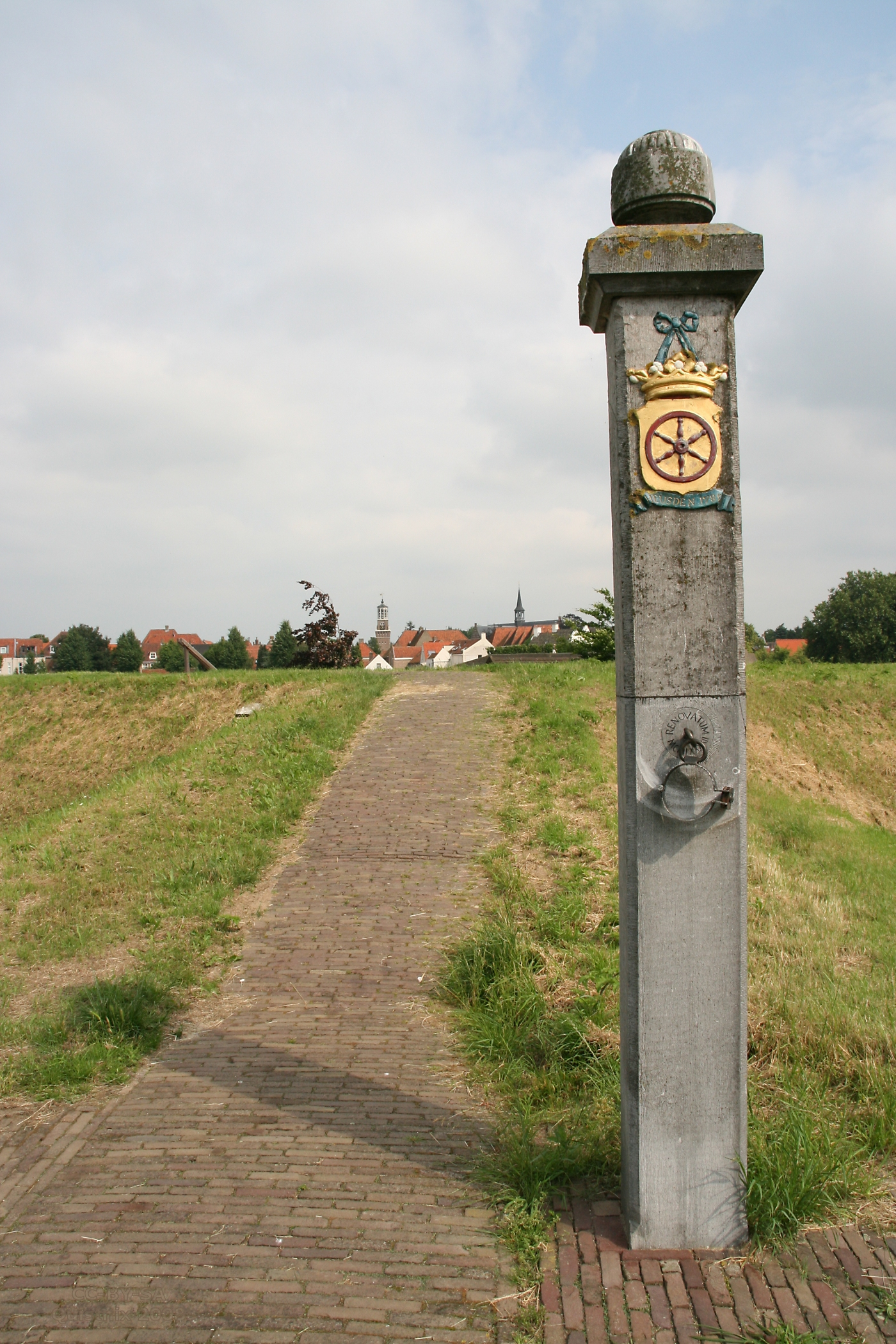
Grenspaal met wapen van het Land van Heusden

Het Land van Heusden was een historische streek in het noorden van de huidige provincie Noord-Brabant. Deze omvatte, naast het stadje Heusden, ook dorpen als Oudheusden, Herpt, Doeveren, en Hedikhuizen. Dit zijn de zogenaamde "bovendorpen". Daarnaast omvat het plaatsen als Meeuwen, Drongelen, Eethen, Babyloniënbroek, Genderen, Wijk en Aalburg, Spijk en Veen. Dit zijn de zogenaamde "benedendorpen". De hele streek maakte vroeger deel uit van de Groote of Hollandsche Waard.
Het land van Heusden grenst in het noordwesten aan het Land van Altena en in het zuiden aan de Langstraat. In het oosten vond men het Graafschap Bokhoven en in het noorden, aan de overzijde van de Maas, de Bommelerwaard. Het gebied lag in het grensgebied van het Graafschap Holland, het Hertogdom Gelre en het Hertogdom Brabant. Vóór die tijd maakte het deel uit van het veel grotere gebied Teisterbant, wat vervolgens in handen kwam van de Hertogen van Kleef, die het echter in leen hadden van de Bisschoppen van Sticht Utrecht. In 1357 werd het een onderdeel van het Graafschap Holland en werd omstreeks 1810 bij de huidige provincie Noord-Brabant gevoegd. Het Land van Heusden werd bij Holland gevoegd in ruil voor steun van de Hollandse graaf aan de Brabantse hertog bij een conflict met de Graaf van Vlaanderen om het bezit de stad Mechelen. Veel meer dan de meeste andere delen van Noord-Brabant heeft het Land van Heusden een protestants karakter.
In 1904 werd de Bergsche Maas gegraven, waarmee de benedendorpen van het Land van Heusden werden afgesneden van de rest van het Land en op een eiland kwamen te liggen en zich meer op het Land van Altena gingen richten. Aldus ging men spreken van het Land van Heusden en Altena, waar het stadje Heusden en de bovendorpen toen niet meer toe behoorden.

## Grenspalen
De grens van het Land van Heusden en het Land van Altena is nog terug te vinden op de Maasdijk tussen Veen en Andel. Daar staan twee grenspalen opgesteld, de zogenaamde "kaaipalen" uit 1765. Hierop staan de symbolen van het Land van Altena (twee vissen) en die van het Land van Heusden (een wagenrad) afgebeeld.